# Pima County
Pima County er amt i Arizona, USA, med byen Tucson som hovedsæde.
Pima County, som var et af Arizonas fire originale amter, blev dannet i 1864. Det originale Pima County omfattede hele det sydlige Arizona og strakte sig fra Colorado River i vest til New Mexico i øst, og fra Gila River i nord til grænsen mod Mexico i syd. Cochise County, Graham County og Santa Cruz County blev dannet af det originale Pima County.